# 阿皮亚诺-苏拉斯特拉达-德尔维诺
阿皮亚诺-苏拉斯特拉达-德尔维诺（義大利語：Appiano sulla Strada del Vino），常简称为阿皮亚诺，是意大利北部博尔扎诺-上阿迪杰自治省的一个市镇，位于其省会博尔扎诺的西南方约8公里处。总面积59.7平方公里，人口14013人，人口密度234.7人/平方公里（2009年）。ISTAT代码为021004。